# 姫路市道十二所前線

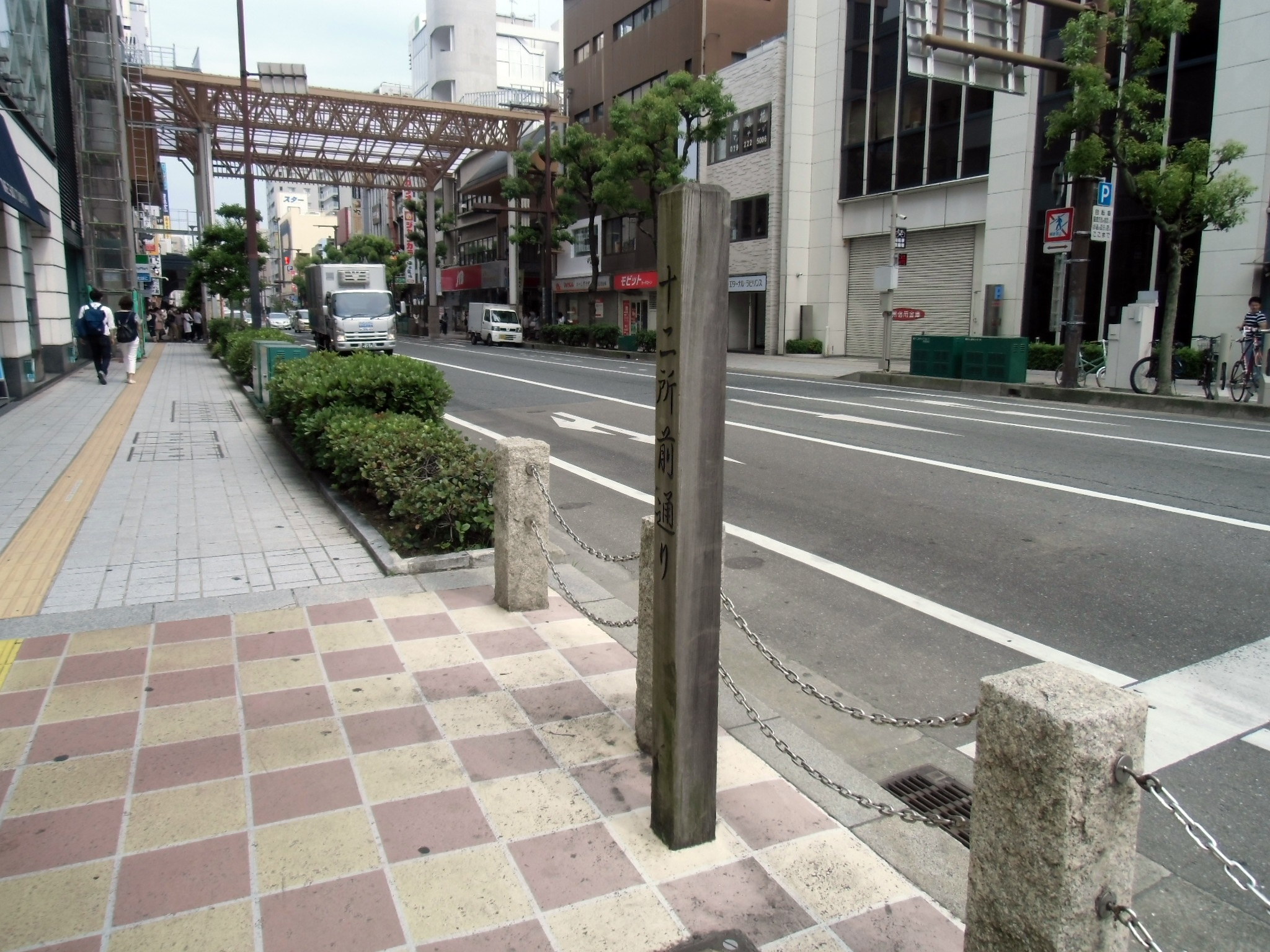
白銀交差点から東望。少し先をみゆき通りが横切る（2015年5月）

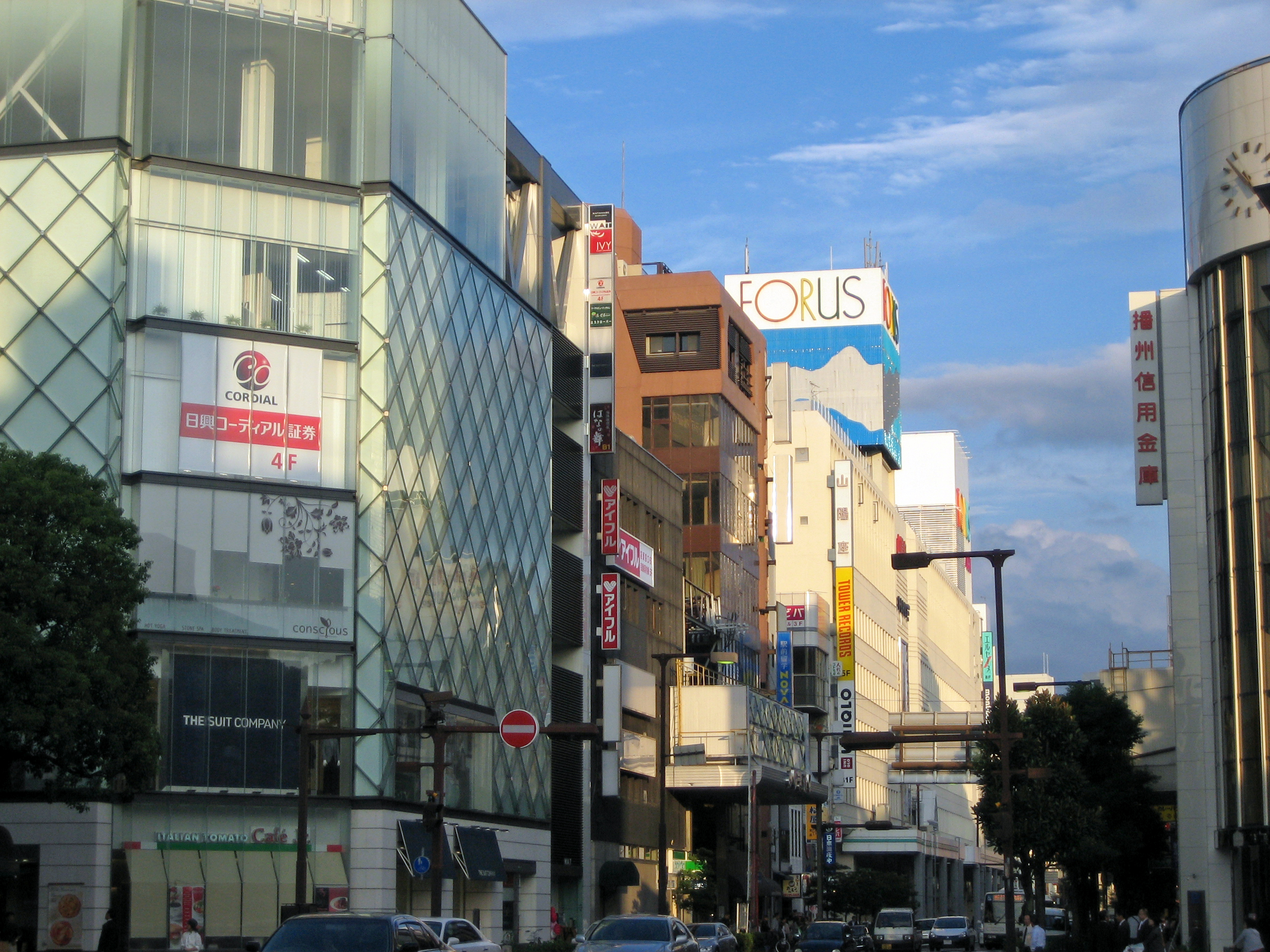
白銀交差点から見た十二所前線沿いにあるビル群（2008年10月）

姫路市道十二所前線（ひめじしどうじゅうにしょまえせん）は、兵庫県姫路市にある道路。市内の都市計画道路のうち、姫路市道幹第8号線および姫路市道幹第78号線の総称。一部区間は兵庫県道219号姫路停車場線と重複している（後述）。通称は十二所線、十二所前通り。

## 概要
道路名は中心市街地西部の十二所前町にあり、播州皿屋敷の伝承で知られる十二所神社に因む。
中心市街地の商業地域及び近隣商業地域を東西に貫通している。沿道には姫路警察署、兵庫県立はりま姫路総合医療センター（はり姫）、姫路市文化コンベンションセンター（アクリエ姫路）、ホテル、商業施設等が建ち並び、大手前通りと合わせて姫路市中心部を代表する道路でもある。
市道幹第8号線と市道幹第78号線は、巽橋交差点の東側で分断された形で接続されず未整備の状態が長らく続いたが、2016年（平成28年）6月27日に開通した。
市道幹第8号線は、姫路市街地の主要道一方通行規制により、国道2号の西今宿3丁目にある今宿交差点（始点） - 姫路商工会議所前（規制当初は日ノ本学園前）にある下寺町交差点（終点）東行き一方通行区間に対する西行き一方通行車線としての機能を持つ道路である。この一方通行の交通規制は、姫路市街地での国道2号線の交通渋滞対策として1970年（昭和45年）2月1日から実施され、2023年（令和5年）現在も継続されている。
都市計画段階では幅員27メートルだったが、1949年（昭和24年）にGHQが戦災復興都市計画の縮小を指示し、同年6月に「戦災復興都市計画の再検討に関する碁本方針」が閣議決定され、全国の戦災都市全ての復興計画が再検討された結果、幅員20メートルに縮小された。しかしすでに換地を発表し、それに基づいて家屋も建設されていたことから、結局大手前通りより東は南側を、西は北側をそれぞれ7メートル削り、東西で中心線が7メートル食い違うことになった。十二所前線（幹線道路建設）に伴い、立ち退き移転した戸数は175戸となっている。
兵庫県警の委託によって行われる駐車監視員の巡回において、この路線の東駅前町交差点 - 土山交差点の区間は最重点路線として指定されている。

### 道路概要
- 幹線街路 3.4.114 十二所前線[11]
  - 起点：姫路市宮西町4丁目（兵庫県道516号姫路環状線交点）
  - 終点：姫路市西今宿3丁目（今宿交差点）
  - 主な経過地：姫路市十二所前町
  - 延長：約4,410m
  - 幅員：20m

## 沿革
姫路市付近の国道2号は播磨臨海工業地帯の拡張とモータリゼーションの進展によって、1963年の2万台/日から1968年には5万台/日に交通量が激増していた。この解消のために姫路バイパスが検討されたが、その整備には時間が掛かると見込まれたため（姫路バイパス全線開通は1975年）、国道2号の姫路市内区間を一方通行にして対処することとなった。
- 1946年（昭和21年）8月：姬路復興都市計画街路決定（昭和21年8月14日戦災復興院告示第69号）[12]で、I.3.1号十二所前線として都市計画決定（起点：北条口、終点：土山、主なる経過地：十二所前町、幅員：27m）[13]。
- 1950年（昭和25年）7月：姬路復興都市計画街路変更（昭和25年7月18日建設省告示第823号）[14]で、II.1.11号十二所前線として都市計画変更（幅員を20mに縮小）[15]。
- 第二次世界大戦後 : 戦災復興土地区画整理事業として北条口 - 船場幼稚園間を整備[16]。
- 1960年（昭和35年）度 : 都市計画街路十二所前線（東雲一丁目 - 今宿間）の建設に着手[16]。
- 1968年（昭和43年）4月 : 都市計画街路十二所前線（東雲一丁目 - 今宿間）が暫定開通[16]。
- 1970年（昭和45年）2月 : 市道十二所前線が西行き専用一方通行となる[6][17]。
- 1980年代 - 1990年代にかけて、朝日橋北詰（現・北条口3） - 車崎南の共同溝設置・電柱地中化工事を実施。
- 1981年（昭和56年）3月 : 姫路市制90周年記念事業で、朝日橋北詰（北条口）及び今宿交差点に道標を設置。
- 1987年（昭和62年）2月：中播都市計画事業姫路駅周辺土地区画整理事業で、十二所前線（市道幹第78号線：延長763m、幅員20m）を都市計画決定[18]。
- 2016年（平成28年）6月：市道幹第8号線と市道幹第78号線が接続[4]。

## 規格
車線数は、姫路警察署前 - 巽橋が2、北条口3（旧：朝日橋北詰） - 船場児童公園前（花影町二丁目）が3、船場児童公園前 - 今宿交差点が4である。歩道の道幅・路側帯の有無等、区間によって規格に大きな差異がある。十二所前線は姫路市宮西町4丁目（兵庫県道516号姫路環状線交点）が起点だが、巽橋 - 北条口3の区間は、下寺町 - 巽橋の区間（旧市道下寺町線）と併せて県道（兵庫県道219号姫路停車場線）に指定され、姫路市の認定道路から外れている。なお、県道区間の車線数は、下寺町 - 巽橋が2、巽橋 - 北条口3が4である。

### 参考
下寺町交差点以東及び今宿交差点以西は、中央分離帯が整備された両方向通行の国道2号に接続する。
- 下寺町交差点 - 幸町東交差点は片側2車線、幸町東交差点以東は対面通行道路となる。
- 今宿交差点で国道2号の西向きに合流する2車線と、東向きに合流する2車線に分岐する。今宿交差点 - 夢前橋西詰では、渋滞緩和等を目的とした4車線拡幅工事（国道2号道路改築事業・姫路西拡幅：全体延長2,120m）が行われ、1998年（平成10年）6月に夢前橋を含む約0.2kmを暫定供用、2005年（平成17年）4月に夢前橋西詰 - 下手野東交差点間の約1.0kmを4車線で供用し[20][21]、2011年（平成23年）に全線が4車線で供用されている。

## ギャラリー

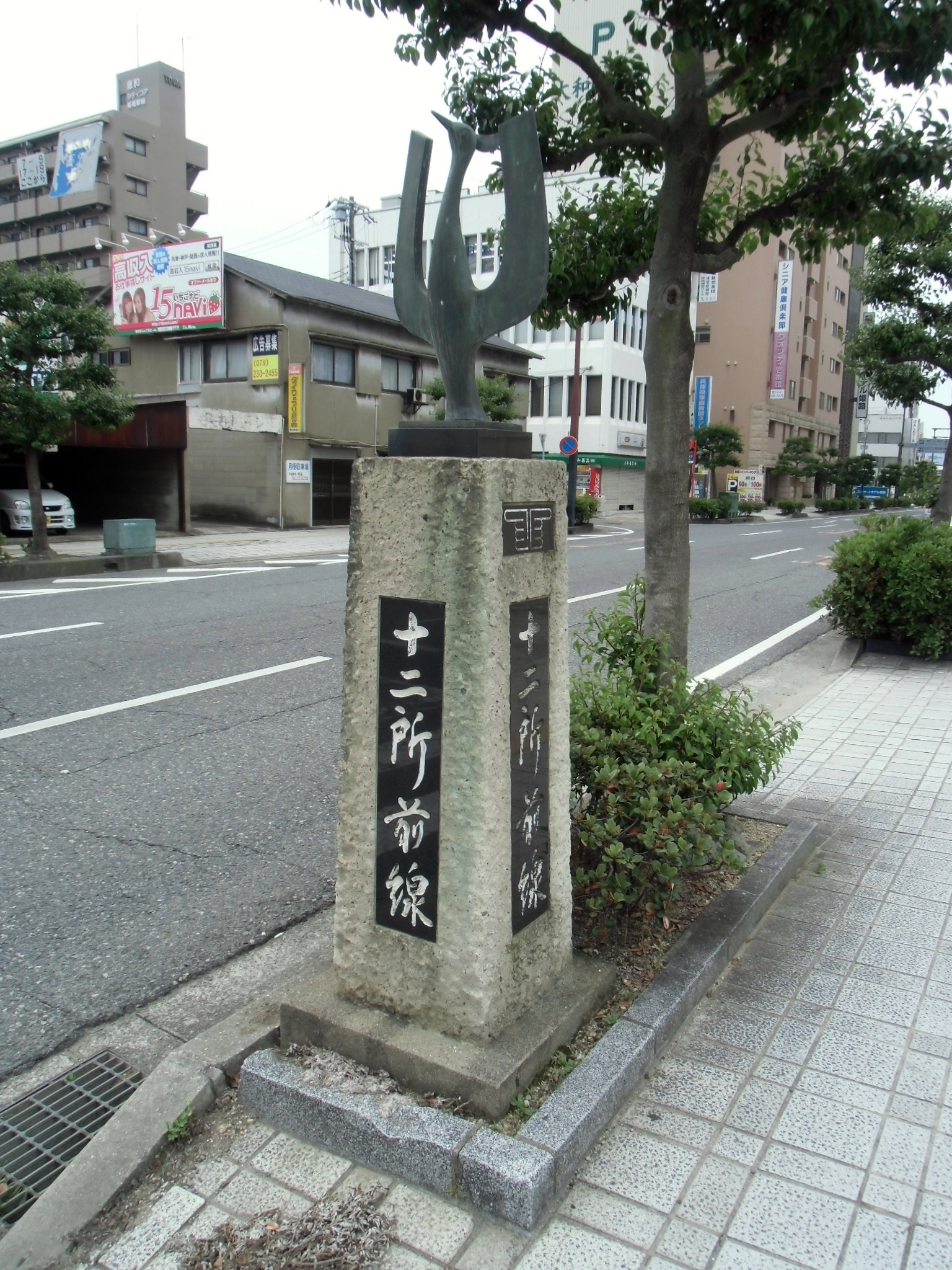
北条口3交差点（北西）にある十二所前線の道標（2015年5月）
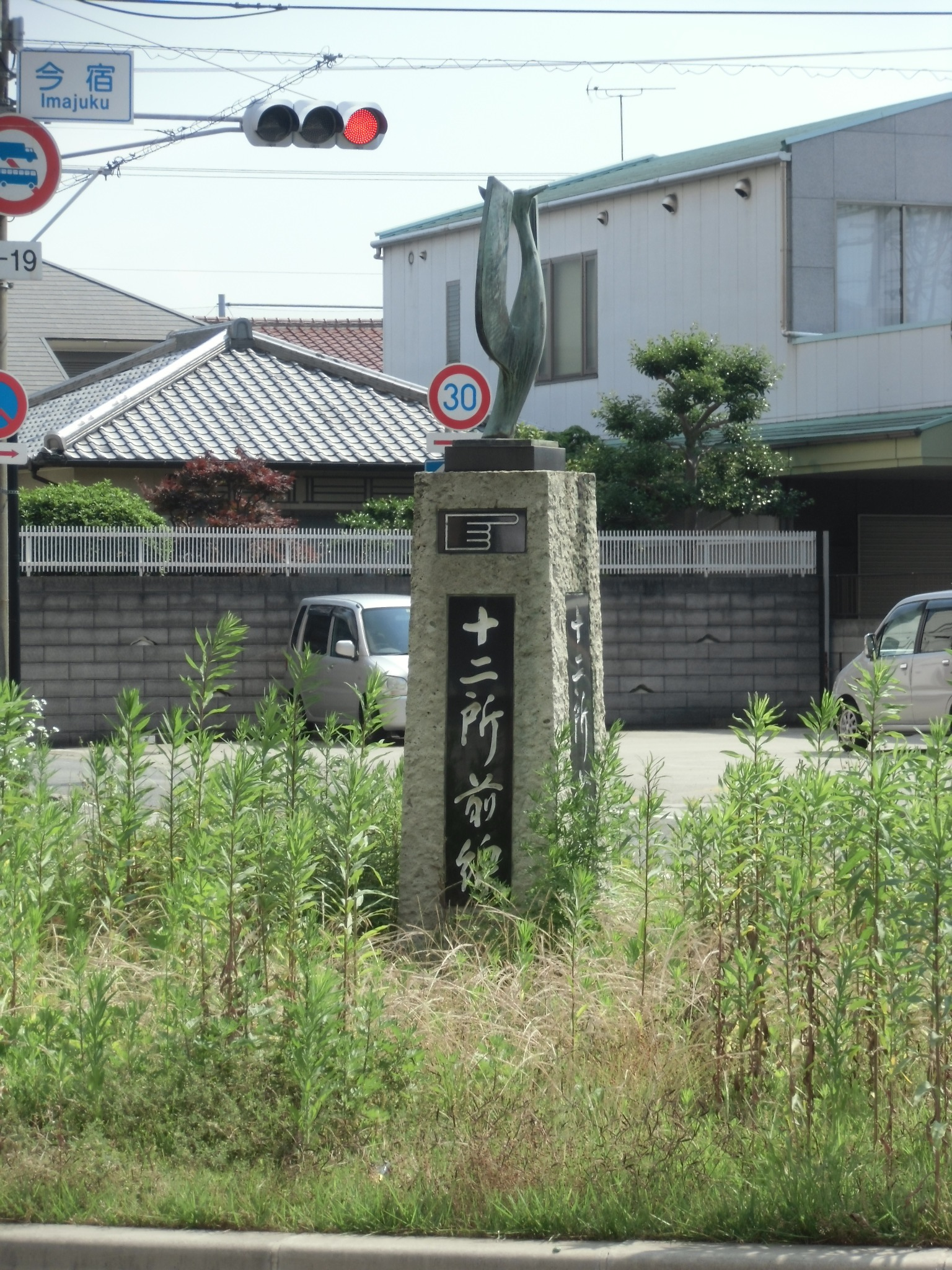
今宿交差点（歩道脇）にある十二所前線の道標（2015年5月）